# Bojidar Slavev
Bojidar Slavev (in bulgaro Божидар Славев?; Sofia, 30 giugno 1984) è un pallavolista bulgaro naturalizzato francese.